# Meso-Verbindung
Meso-Verbindung ist ein Begriff aus der Stereochemie und bezeichnet den Sonderfall eines Moleküls, das Stereozentren besitzt, aber dennoch achiral ist. Die genaue Definition lautet „meso-Formen haben zwei (oder mehr geradzahlige) stereogene Zentren; und sie können in mindestens einer Konformation vorliegen, die eine cs-Symmetrie hat (Drehspiegelachse oder Spiegelebene oder Punktsymmetrie).“
Das Präfix meso- wird der Definition entsprechend auch als Deskriptor in halbsystematischen Substanznamen verwendet.
Obwohl die Präsenz von Stereozentren (z. B. asymmetrisch substituiertes Kohlenstoffatom) eine häufige Ursache für die Chiralität eines Moleküls ist, muss dies nicht zwingend der Fall sein: Verfügt das Molekül trotzdem in einer energetisch möglichen Konformation über eine Spiegelebene (oder Drehspiegelachse), verhält es sich makroskopisch wie eine achirale Verbindung. Die meso-Weinsäure enthält zwei Stereozentren entgegengesetzter Konfiguration mit den gleichen Substituenten an jedem Stereozentrum: 

Isomere der Weinsäure: (S,S)-Weinsäure (links oben), (R,R)-Weinsäure (rechts oben) und meso-Weinsäure (unten)

Im obigen Bild sind alle drei möglichen (und existierenden) Isomere der Weinsäure dargestellt. Oben stehen die (S,S)- und die (R,R)-Formen. Diese Isomere sind chiral und verhalten sich wie Gegenstand und Spiegelbild; sind also enantiomer zueinander. Die unten abgebildete meso-Form besitzt eine intramolekulare Symmetrieebene zwischen den Kohlenstoffatomen 2 und 3, sie ist somit achiral und liegt in der energetisch ungünstigen ekliptischen Konformation vor. Insgesamt gibt es also nur drei Isomere der Weinsäure, die beiden Enantiomere und die meso-Form. In der meso-Form ist eines der Stereozentren (R)-, das andere (S)-konfiguriert.

## Zyklischemeso-Verbindungen
Anhand von 1,2-Dimethylcyclohexan wird ersichtlich, dass 1,2-substituierte zyklische meso-Verbindungen temperaturabhängig dennoch chiral sein können. In den allermeisten Fällen ist bei Raumtemperatur die Energiebarriere zur Ringinversion (engl. ring flip) so gering, dass sie ständig diesen Prozess wiederholt. In der Praxis verhalten sich die zwei cis-Stereoisomere daher identisch. Wird die Temperatur jedoch genug herabgesetzt, dass die Energiebarriere zur Ringinversion nicht spontan überwunden werden kann, so können die dabei entstandenen Enantiomere gegebenenfalls isoliert werden, sodass chirale Stoffeigenschaften nachgewiesen werden können. Die absolute Konfiguration bleibt dabei dieselbe.